# Kaan Gürbüz
Kaan Gürbüz (Istanbul, 16 agosto 2001) è un pallavolista turco, opposto del Fenerbahçe.

## Carriera

### Club
La carriera di Kaan Gürbüz inizia nella formazione federale del TVF Spor Lisesi, dove milita per un quadriennio, disputando la seconda e la terza divisione del campionato turco. Nella stagione 2019-20 viene ingaggiato dal TFL Altekma (in seguito Altekma), in Voleybol 1. Ligi dove in un biennio conquista la promozione in Efeler Ligi, debuttando nella massima divisione nazionale nell'annata 2020-21. Nel campionato 2021-22 approda al Fenerbahçe.

### Nazionale
Fa parte delle selezioni giovanili turche vincendo la medaglia di bronzo al campionato europeo under 17 2017, dove viene premiato come MVP, e al campionato europeo under 19 2017; partecipa inoltre al campionato mondiale under 19 2017, al campionato europeo under 18 2018 (passando dalle qualificazioni), al campionato europeo under 20 2018 e al campionato europeo under 22 2022 (disputando anche in questo caso le qualificazioni).
Fa il suo esordio in nazionale maggiore alla European Golden League 2021, dove conquista la medaglia d'oro, che bissa poi nel 2023 (quando viene anche insignito del premio di miglior giocatore del torneo), oltre ad aggiudicarsi il bronzo ai Giochi della solidarietà islamica 2021. Nel 2023 vince inoltre l'oro alla Volleyball Challenger Cup.

## Palmarès

### Nazionale (competizioni minori)
- Campionato europeo under 19 2017
- Campionato europeo under 17 2017
- European Golden League 2021
- Giochi della solidarietà islamica 2021
- European Golden League 2023
- Volleyball Challenger Cup 2023

### Premi individuali
- 2017 - Campionato europeo under 17: MVP
- 2023 - European Golden League: MVP